# Vérone Volley
Maillots
Le Rana Vérone Volley (connu également sous les noms de différents sponsors principaux au cours de son existence) est un club de volley-ball basé à Vérone qui a été fondé en 2001, et évolue au plus haut niveau national (Superlega).

## Historique

Ancien logo du Blu Volley Vérone

- 2001 : le club est créé par la fusion de l'API Volley Isernia del Isole et du Pallavolo Verona.
- 2004 : le club accède à la Serie A1.
- 2007 : le club est relégué en Serie A2.
- 2008 : le club retrouve la Serie A1.

### Sponsoring
- 2001-2002 : Aesse Vrb Verona
- 2002-2003 : Canadiens Verona
- 2003-2013 : Marmi Lanza Verona
- 2013-2020 : Calzedonia Verona
- 2022-2023 : WithU Volley Verona
- 2023- : Rana Verona

## Résultats sportifs

### Palmarès
| Compétitions nationales                          | Compétitions internationales                     |
| - Coupe d'Italie A2 (2) - Vainqueur : 2004, 2008 | - Challenge Cup masculine (1) - Vainqueur : 2016 |

### Saison par saison
| Saison    | Championnat | Championnat | Championnat | Championnat | Championnat | Championnat | Championnat | Championnat | Coupe d'Italie | Supercoupe d'Italie | Coupe d'Europe | Coupe d'Europe | Autres | Autres     |
| Saison    | Division    | Niveau      | Phase I     | Pts         | M           | V           | D           | Play-offs   | Coupe d'Italie | Supercoupe d'Italie | Coupe          | Tour           | Coupe  | Tour       |
| --------- | ----------- | ----------- | ----------- | ----------- | ----------- | ----------- | ----------- | ----------- | -------------- | ------------------- | -------------- | -------------- | ------ | ---------- |
| 2001-2002 | Serie A2    | II          | 3e/16       | 60          | 30          | 20          | 10          | Finaliste   | -              | -                   | -              | -              | CIA2   | 1/8e de f. |
| 2002-2003 | Serie A1    | I           | 13e/14      | 22          | 26          | 6           | 20          | -           | -              | -                   | -              | -              | -      | -          |
| 2003-2004 | Serie A2    | II          | 1er/16      | 84          | 30          | 30          | 0           | -           | -              | -                   | -              | -              | CIA2   | Vainqueur  |
| 2004-2005 | Serie A1    | I           | 6e/14       | 40          | 26          | 14          | 12          | 1/4 de f.   | 1/2 f.         | -                   | -              | -              | -      | -          |
| 2005-2006 | Serie A1    | I           | 7e/14       | 41          | 26          | 15          | 11          | 1/4 de f.   | -              | -                   | -              | -              | -      | -          |
| 2006-2007 | Serie A1    | I           | 14e/14      | 19          | 26          | 6           | 20          | -           | -              | -                   | -              | -              | -      | -          |
| 2007-2008 | Serie A2    | II          | 2e/16       | 63          | 30          | 20          | 10          | Finaliste   | -              | -                   | -              | -              | CIA2   | Vainqueur  |
| 2008-2009 | Serie A1    | I           | 9e/14       | 36          | 26          | 12          | 14          | -           | 1/4 de f.      | -                   | -              | -              | -      | -          |
| 2009-2010 | Serie A1    | I           | 8e/15       | 44          | 28          | 15          | 13          | 1/4 de f.   | -              | -                   | -              | -              | -      | -          |
| 2010-2011 | Serie A1    | I           | 7e/14       | 37          | 26          | 12          | 14          | 1/4 de f.   | -              | -                   | -              | -              | -      | -          |
| 2011-2012 | Serie A1    | I           | 11e/14      | 29          | 26          | 9           | 17          | Groupes     | -              | -                   | -              | -              | -      | -          |
| 2012-2013 | Serie A1    | I           | 12e/12      | 9           | 22          | 2           | 20          | -           | -              | -                   | -              | -              | -      | -          |
| 2013-2014 | Serie A1    | I           | 8e/12       | 25          | 22          | 8           | 14          | 1/4 de f.   | -              | -                   | -              | -              | -      | -          |
| 2014-2015 | Superlega   | I           | 5e/13       | 47          | 24          | 16          | 8           | 1/4 de f.   | 1/4 de f.      | -                   | -              | -              | -      | -          |
| 2015-2016 | Superlega   | I           | 4e/12       | 44          | 22          | 14          | 8           | 1/4 de f.   | 1/4 de f.      | -                   | C3             | Vainqueur      | -      | -          |
| 2016-2017 | Superlega   | I           | 5e/14       | 50          | 26          | 16          | 10          | 1/4 de f.   | 1/8e de f.     | -                   | -              | -              | -      | -          |
| 2017-2018 | Superlega   | I           | 5e/14       | 50          | 26          | 18          | 8           | 1/4 de f.   | -              | -                   | C2             | 1/2 f.         | -      | -          |
| 2018-2019 | Superlega   | I           | 6e14        | 44          | 26          | 15          | 11          | 1/4 de f.   | 1/4 de f.      | -                   | -              | -              | -      | -          |
| 2019-2020 | Superlega   | I           | 8e/13       | 24          | 20          | 8           | 12          | -           | -              | -                   | -              | -              | -      | -          |
| 2020-2021 | Superlega   | I           | 9e/12       | 23          | 22          | 7           | 15          | 1/8e de f.  | Groupes        | -                   | -              | -              | -      | -          |
| 2021-2022 | Superlega   | I           | 9e/13       | 27          | 24          | 10          | 14          | -           | -              | -                   | -              | -              | -      | -          |
| 2022-2023 | Superlega   | I           | 5e/12       | 37          | 22          | 14          | 8           | 1/4 de f.   | 1/4 de f.      | -                   | -              | -              | -      | -          |

## Joueurs et personnalités du club

### Entraîneurs
Le tableau suivant présente la liste des entraîneurs du club depuis 2001.
| Rang | Nom              | Période        |
| ---- | ---------------- | -------------- |
| 1    | Pietro Scarduzio | 2001-2003      |
| 2    | Bruno Bagnoli    | 2003-2006      |
| 3    | Massimo Dagioni  | 2006-oct. 2006 |

| Rang | Nom                 | Période        |
| ---- | ------------------- | -------------- |
| 4    | Angelo Lorenzetti   | Oct. 2006-2007 |
| 5    | Emanuele Zanini     | 2007-avr. 2008 |
| 6    | Gabriele Cottarelli | Avr. 2008      |

| Rang | Nom              | Période        |
| ---- | ---------------- | -------------- |
| 7    | Alberto Giuliani | Avr. 2008-2009 |
| 8    | Bruno Bagnoli    | 2009-2013      |
| 9    | Andrea Giani     | 2013-déc. 2016 |

| Rang | Nom               | Période        |
| ---- | ----------------- | -------------- |
| 10   | Nikola Grbić      | Déc. 2016-2019 |
| 11   | Radostin Stoychev | 2019-          |

### Effectif actuel (2017-2018)
| No                                           | Nom                                          | Date de naissance                            | Taille                       | Poids                        | Poste                        |
| -------------------------------------------- | -------------------------------------------- | -------------------------------------------- | ---------------------------- | ---------------------------- | ---------------------------- |
| 1                                            | Stefano Mengozzi                             | 6 mai 1985                                   | 203                          | 88                           | Central                      |
| 2                                            | Alen Pajenk                                  | 23 avril 1986                                | 203                          | 92                           | Central                      |
| 3                                            | Adriano Paolucci                             | 11 février 1979                              | 190                          | 84                           | Passeur                      |
| 5                                            | Tonček Štern                                 | 14 novembre 1995                             | 198                          | 98                           | Attaquant                    |
| 6                                            | Federico Marretta                            | 9 août 1990                                  | 189                          | 83                           | Réceptionneur-attaquant      |
| 7                                            | Emanuele Birarelli                           | 8 février 1981                               | 202                          | 95                           | Central                      |
| 8                                            | Stephen Maar                                 | 6 décembre 1994                              | 201                          | 98                           | Réceptionneur-attaquant      |
| 10                                           | Thomas Frigo                                 | 19 mai 1997                                  | 184                          | 76                           | Libero                       |
| 11                                           | Aleks Grozdanov                              | 28 mars 1998                                 | 206                          | 90                           | Central                      |
| 12                                           | Mitar Tzourits                               | 25 avril 1989                                | 211                          | 115                          | Attaquant                    |
| 13                                           | Luca Spirito                                 | 30 octobre 1993                              | 200                          | 80                           | Passeur                      |
| 14                                           | Mohammad Javad Manavinezhad                  | 27 novembre 1995                             | 203                          | 84                           | Réceptionneur-attaquant      |
| 17                                           | Thomas Jaeschke                              | 4 septembre 1993                             | 201                          | 92                           | Réceptionneur-attaquant      |
| 18                                           | Nicola Pesaresi                              | 11 février 1991                              | 190                          | 80                           | Libero                       |
|                                              |                                              |                                              |                              |                              |                              |
| Encadrement technique                        | Encadrement technique                        |                                              | Légende                      | Légende                      | Légende                      |
| Entraîneur : Nikola Grbić                    | Entraîneur : Nikola Grbić                    | Entraîneur : Nikola Grbić                    | : Capitaine                  | : Capitaine                  | : Capitaine                  |
| Entraîneur(s) adjoint(s) : Giancarlo D'Amico | Entraîneur(s) adjoint(s) : Giancarlo D'Amico | Entraîneur(s) adjoint(s) : Giancarlo D'Amico | : Joueur blessé actuellement | : Joueur blessé actuellement | : Joueur blessé actuellement |

| Équipe type : Vérone Volley                                                                              |
| \| Spirito · # 13 Jaeschke · # 17 Birarelli · # 7 Štern · # 5 Maar · # 8 Pajenk · # 2 Pesaresi · # 18 \| |
| Spirito · # 13 Jaeschke · # 17 Birarelli · # 7 Štern · # 5 Maar · # 8 Pajenk · # 2 Pesaresi · # 18       |

| Spirito · # 13 Jaeschke · # 17 Birarelli · # 7 Štern · # 5 Maar · # 8 Pajenk · # 2 Pesaresi · # 18 |

### Joueurs emblématiques
- Andrea Semenzato (central, 2,08 m)
- Fabrice Bry (pointu, 2,02 m)
- Bertrand Carletti (passeur, 2,05 m)
- Frantz Granvorka (réceptionneur-attaquant, 1,95 m)
- Guillaume Samica (réceptionneur-attaquant, 1,97 m)
- Ramon Moya Gato (réceptionneur-attaquant, 1,92 m)
- Ihosvany Hernandez (central, 2,06 m)